# Скрынникова, Ирина Николаевна
Ирина Николаевна Скрынникова (1911—1990) — советский учёный почвовед-мелиоратор, специалист по осушенным и освоенным торфяным почвам, доктор сельскохозяйственных наук, профессор, заслуженный деятель науки РСФСР.

## Биография
Родилась 26 августа 1911 года в Петербурге.
С 1926 по 1934 год обучалась на геолого-почвенно-географическом факультете Ленинградского государственного университета, была ученицей профессоров Б. Б. Полынова и  В. А. Ковда.
С 1934 по 1946 год на педагогической работе на кафедре экспериментального почвоведения Ленинградского государственного университета в качестве аспиранта и доцента. С 1941 года в период Великой Отечественной войны в блокадном Ленинграде вместе с преподавателями и студентами участвовала в строительстве оборонных сооружений вокруг Ленинграда. С 1946 по 1987 год на научно-исследовательской работе в Почвенном институте имени В. В. Докучаева в качестве научного и старшего научного сотрудника лаборатории химии и в лаборатории гидрологии почв под руководством профессора А. А. Роде, возглавляла исследования освоенных, осушенных и целинных торфяных почв. С 1948 по 1953 год И. Н. Скрынникова являлась
учёным секретарем Почвенного института имени В. В. Докучаева.
С 1987 по 1990 год на научно-исследовательской работе в Центральном музее почвоведения имени В. В. Докучаева в качестве старшего и ведущего научного сотрудника.

### Научно-педагогическая деятельность и вклад в науку
Основная научно-педагогическая деятельность И. Н. Скрынниковой была связана с вопросами в области  почвоведения и и мелиорации. И. Н. Скрынникова занималась исследованиями в области применения в практике мелиорации и освоения заболоченных и болотных почв, занималась систематикой и классификацией торфяных почв.
С 1948 по 1953 год — ответственный секретарь и с 1953 года — член редакционной коллегии журнала АН СССР — «Почвоведение». С 1956 года И. Н. Скрынникова была избрана действительным членом Всесоюзного общества почвоведов при АН СССР.
В 1937 году защитила диссертацию на соискание учёной степени кандидат сельскохозяйственных наук, в 1946 году — доктор сельскохозяйственных наук. И. Н. Скрынниковой было написано более девяносто научных трудов, в том числе монографий.

## Основные труды
- Материалы к характеристике почв на аллювии Верхней Волги от с. Иваньково до г. Мышкина / И. Н. Скрынникова; Ленингр. гос. ун-т им. А. С. Бубнова. — Ленинград: полигр. лаборатория ЛГУ, 1937.
- Почвенный покров Подушкинского лесничества. - Москва: 1958. — 21 с.
- Почвенные процессы в окультуренных торфяных почвах / Акад. наук СССР. Почв. ин-т им. В. В. Докучаева. - Москва : Изд-во Акад. наук СССР, 1961. — 248 с.
- Почвенные процессы в окультуренных торфяных почвах : на примере исследований окультуренных многозольных торфяных почв долины р. Яхромы. - Москва, 1961. — 249 с.
- Почвенно-генетические обоснования мелиорации низинных болот нечернозёмной зоны Европейской части СССР: Материалы к Всесоюз. совещанию по мелиорации почв. - Москва:  1969. — 30 с.
- Водный и температурный режимы длительносезонномерзлотных староосвоенных торфяных почв речных долин средней тайги Коми АССР. - Минск: 1972. — 14 с.
- Процессы в пахотных перегнойно-торфяных почвах: Среднетаежная подзона Коми АССР / Отв. ред. И. Н. Скрынникова; АН СССР. Коми филиал. - Ленинград : Наука. Ленингр. отд-ние, 1974. — 168 с.
- Гидрологические факторы плодородия почв: Науч. тр. / ВАСХНИЛ, Почв. ин-т им. В. В. Докучаева ; отв. ред. И. Н. Скрынникова. - М. : Почв. ин-т, 1983. — 112 с.
- Вопросы гидрологии в плодородии почв: научных трудов / ВАСХНИЛ, Почв. ин-т им. В. В. Докучаева ; отв. ред. И. Н. Скрынникова. - Москва : Почв. ин-т, 1985. — 107 с[4]

## Награды, звания
- Медаль «За оборону Ленинграда»
- Медаль «За доблестный труд в Великой Отечественной войне 1941-1945 гг.»[5]
- Заслуженный деятель науки РСФСР[1][2][3]